# Bolt Head
Bolt Head är en udde i Storbritannien.   Den ligger i grevskapet Devon och riksdelen England, i den södra delen av landet, 300 km sydväst om huvudstaden London.
Terrängen inåt land är platt. Havet är nära Bolt Head söderut.  Närmaste större samhälle är Kingsbridge, 8,2 km norr om Bolt Head. 